# Gary Day
Gary Day, född 27 juni, 1965, är en brittisk basgitarrist. Han är mest känd för att spela basgitarr till Morrisseys musik.
Day spelade för Morrissey från 1991 tills han fick sparken 1994. 1999 fick han åter jobbet som basist för Morrissey, till turnén Oye Esteban tour. Han fortsatte som basist för Morrissey fram till slutet på 2006 års turné, då han ville fokusera på eget material. 2007 medverkade inte Day på någon av Morrisseys inspelningar. 
Day's egna grupp "The Gazmen" (där bland annat gitarristen till Morrissey, Alain Whyte, är medlem), har bland annat släppt låten 'Kid From Mars'. I Japan har gruppen släppt singeln 'Rigamortis Rock'. Vid sidan om sina övriga musikprojekt, jobbar Day också ofta som DJ.
Genom hela sin karriär har Day spelat med en rad London-baserade rockabilly-band, inklusive The Caravans, Frantic Flintstones, Colbert Hamilton, The Nitros, samt The Sharks. 
En annan grupp Day har spelat med är Empress of Fur. 
Day är lätt igenkänd för sina tatueringar.